# Bouvines
Bouvines je obec ve francouzském departementu Nord na hranicích s Belgií. Do dějin se zapsala roku 1214 bitvou u Bouvines, v níž francouzský král Filip II. porazil koalici Anglie, Německa a Flander. Na památku slavného francouzského vítězství zde byl vztyčen obelisk.

## Geografie
Sousední obce: Gruson, Cysoing, Louvil a Sainghin-en-Mélantois.

## Památky
Mezi místní pamětihodnosti patří kostel sv. Petra ze 13. století, kde jsou novodobé vitráže zachycující průběh bitvy, a dominikánský klášter z 19. století.

## Vývoj počtu obyvatel
Počet obyvatel